# Harold Orlob
Harold Orlob (3 de junio de 1883-25 de junio de 1982) fue un nativo de Logan, Utah, que se convirtió en un importante compositor y letrista de producciones teatrales de Broadway
Compuso su canción más conocida "I Wonder Who's Kissing Her Now" en 1909, con letra de Will M. Hough y Frank R. Adams, vendiendo la canción a Joseph E. Howard. Cuando la canción se convirtió inesperadamente en un éxito, Howard la presentó como su propia obra durante varios años.
Orlob se convirtió en un prolífico compositor para Broadway. Entre sus obras se encuentran la corta serie de Corianton: An Aztec Lovestory, una obra impulsada por la venta de Orestes U. Bean y basada en la novela Corianton de B. H. Roberts. Su espectáculo más exitoso fue Listen Lester, que tuvo 272 presentaciones entre 1918 y 1919. Incluyó la canción "Waiting", grabada por varios artistas de esa época.
En 1939 Orlob produjo la película ...One Third of a Nation... ("...Un tercio de una nación....")  Volviendo a los musicales de Broadway, en 1943 produjo Hairpin Harmony, que se convertiría en un fracaso legendario, cerrando después de tres actuaciones. Continuó escribiendo canciones así como una obra sinfónica, Recreation (Recreación).
En 1947 "I Wonder Who's Kissing Her Now" se utilizó como canción principal de una película sobre Joe Howard, lo que llevó a una renovada popularidad de la canción. En ese momento Orlob presentó una demanda para declararse compositor, llegando a un acuerdo extrajudicial con Howard para que ambos recibieran un crédito conjunto. Orlob no reclamó derechos de autor.